# Moszyny
Moszyny – wieś w Polsce położona w województwie świętokrzyskim, w powiecie staszowskim, w gminie Bogoria.
Do Moszyn prowadzi z Bogorii droga wojewódzka nr 757. Wieś oddalona jest od Bogorii o ok. 2 km.
W latach 1975–1998 miejscowość administracyjnie należała do województwa tarnobrzeskiego.

## Współczesne części wsi
Poniżej w tabeli 1 integralne części wsi Moszyny (0788407) z aktualnie przypisanym im numerem SIMC (zgodnym z Systemem Identyfikatorów i Nazw Miejscowości) z katalogu TERYT (Krajowego Rejestru Urzędowego Podziału Terytorialnego Kraju).
| SIMC    | Nazwa           | Rodzaj     |
| ------- | --------------- | ---------- |
| 0788413 | Barabaszówka    | przysiółek |
| 0788420 | Góry Moszyńskie | przysiółek |
| 0788436 | Rogoźno         | przysiółek |

## Dawne części miasta – obiekty fizjograficzne
W latach 70. XX wieku przyporządkowano i opracowano spis lokalnych części integralnych dla Moszyn zawarty w tabeli 2.

| Nazwa wsi – miasta | Nazwy części wsi – miasta                                                            | Nazwy obiektów fizjograficznych – charakter obiektu |
| ------------------ | ------------------------------------------------------------------------------------ | --- |
| I. Gromada BOGORIA |                                                                                      | |
| 1. Moszyny         | 1. Barabaszówka 2. Dubielówka 3. Góry Moszyńskie 4. Poręby Szczeglic- kie 5. Rogoźno | 1. Barabaszówka — pole, las 2. Dejbówka — pole 3. Dębowy Las — pole, las 4. Dołki — pole 5. Doły — pole 6. Dubielówka — pole 7. Góry Moszyńskie — pole 8. Krzemionki — pole 9. Laszczowiska — pole 10. Piachy — pole 11. Pod Granicą — pole 12. Poręby Szczeglickie — pole 13. Przymiarki — pole 14. Smugi — pastwisko 15. Wodonica — pole 16. Wysoki Średni — las |

## Historia
W XIX wieku Moszyny były folwarkiem znajdującym się w ówczesnym powiecie sandomierskim, gminie Górki, parafii Szczeglice, odległym o 30 wiorst od Sandomierza. W 1881 r. folwark Moszyny został oddzielony od dóbr Szczeglice. W roku 1885 liczył 3 domy i 5 mieszkańców, a obejmował 389 mórg, w tym: 209 mórg gruntów ornych i ogrodniczych, 13 mórg łąk, 105 mórg pastwisk, 49 mórg lasu oraz 13 mórg nieużytków. Na zabudowania folwarczne składało się 9 budynków drewnianych.

## Literatura
1. Kaczmarek Leon (red. nauk. zeszytu), Taszycki Witold (red. nauk. wyd.): Urzędowe Nazwy miejscowości i obiektów fizjograficznych. 33. Powiat staszowski województwo kieleckie. Komisja ustalania nazw miejscowości i obiektów fizjograficznych (do użytku służbowego). Z: 33. Warszawa: Urząd Rady Ministrów. Biuro do Spraw Prezydiów Rad Narodowych, 1970. Brak numerów stron w książce